# Euphorbia gentryi
Euphorbia gentryi es una especie fanerógama perteneciente a la familia Euphorbiaceae. Es originaria de México, donde se encuentra en Sonora a 6.5 km WNW de San José de Masiaca.

## Taxonomía
Euphorbia gentryi fue descrita por V.W.Steinm. & T.F.Daniel y publicado en Madroño 42(4): 450, f. 1. 1995[1996].
Etimología
Euphorbia: nombre genérico que deriva del médico griego del rey Juba II de Mauritania (52 a 50 a. C. - 23), Euphorbus, en su honor – o en alusión a su gran vientre –  ya que usaba médicamente Euphorbia resinifera. En 1753 Carlos Linneo asignó el nombre a todo el género.
gentryi: epíteto otorgado en honor del botánico estadounidense; Howard Scott Gentry (1903 - 1993) una autoridad en el género Agave y estudioso de la región del Río Mayo, donde se descubrió la especie.
Sinonimia